# Effet tunnel
Pour les articles homonymes, voir Effet tunnel.
L'effet tunnel désigne la propriété que possède un objet quantique de franchir une barrière de potentiel même si son énergie est inférieure à l'énergie minimale requise pour franchir cette barrière. C'est un effet purement quantique, qui ne peut pas s'expliquer par la mécanique classique. Pour une telle particule, la fonction d'onde, dont le carré du module représente la densité de probabilité de présence, ne s'annule pas au niveau de la barrière, mais s'atténue à l'intérieur de la barrière (pratiquement exponentiellement pour une barrière assez large). Si, à la sortie de la barrière de potentiel, la particule possède une probabilité de présence non nulle, cela signifie qu'elle peut traverser cette barrière. Cette probabilité dépend des états accessibles de part et d'autre de la barrière ainsi que de l'extension spatiale de la barrière.

## Analyse
Au niveau théorique, le comportement tunnel n'est pas fondamentalement différent du comportement classique de la particule quantique face à la barrière de potentiel ; elle satisfait à l'équation de Schrödinger, équation différentielle impliquant la continuité de la fonction d'onde et de sa dérivée première dans tout l'espace. De même que l'équation des ondes électromagnétiques mène au phénomène des ondes évanescentes, de même la fonction d'onde rencontre des cas où l'amplitude de probabilité de présence est non nulle dans des endroits où l'énergie potentielle est supérieure à l'énergie totale. 
Si, au niveau mathématique, l'évaluation de l'effet tunnel peut parfois être simple, l'interprétation que l'on cherche à donner aux solutions révèle le fossé qui sépare la mécanique classique, domaine du point matériel suivant une trajectoire définie dans l'espace-temps, de la mécanique quantique, où la notion de trajectoire simple disparaît au profit de tout un ensemble de trajectoires possibles.
La durée de traversée tunnel d'une particule à travers une barrière quantique a été, et est encore, le sujet d'âpres discussions. Des études assez nombreuses dans le domaine électromagnétique ou photonique ont révélé l'apparition de ce que l'on peut interpréter comme des vitesses supraluminiques, respectant toutefois la relativité restreinte : il s'agit du phénomène connu sous le nom d'effet Hartman.

## Démonstration
En 1978, le thermodynamicien Hubert Juillet réalise des jonctions thermoélectriques bithermes dont une distance pointe-échantillon de quelques nanomètres permet le passage d'un courant électrique par effet tunnel, et cela même avec des tensions extrêmement basses (<0,1 mV).
Ces travaux aboutirent bien plus tard à des dépôts de brevets d'inventions et sont considérés comme étant les ancêtres du microscope à effet tunnel et du chapelet conducteur d'électricité (electrically conductive string).

## Applications
L'effet tunnel est à l'œuvre dans :
- les molécules (par exemple NH3),
- les modélisations des désintégrations (fission, radioactivité alpha[1]),
- certaines diodes,
- la mémoire MRAM,
- les microscopes à effet tunnel,
- l'effet Josephson.

Cas particulier : l'effet tunnel résonnant.

## Illustration du phénomène

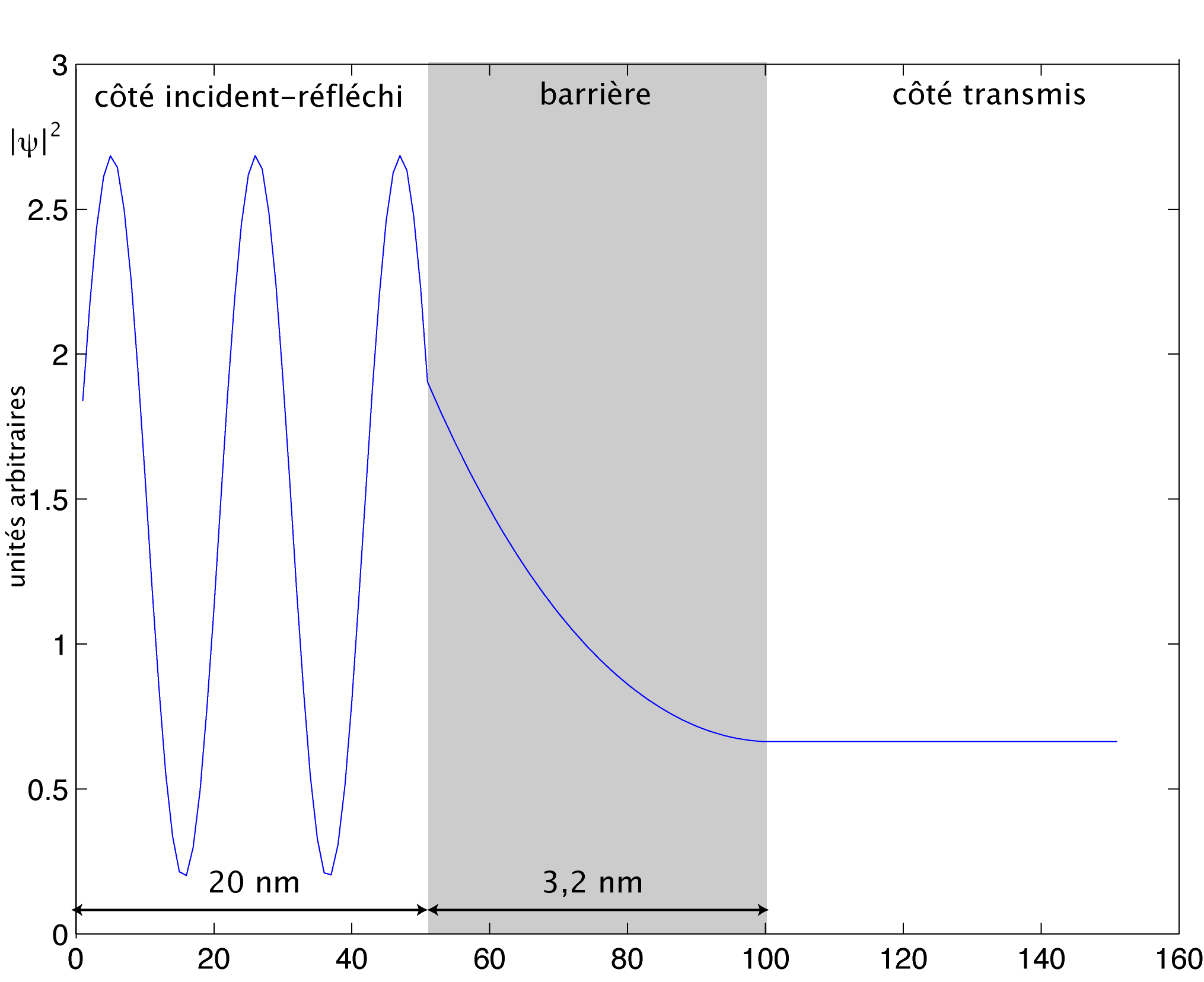
Une onde plane correspondant à une particule d'une masse effective de 0,067 fois la masse de l'électron, d'énergie 0,08 eV est incidente sur une barrière de potentiel rectangulaire simple, de 0,1 eV. Le schéma révèle la densité de probabilité de présence associée à cet état stationnaire. Le côté gauche révèle le phénomène d'interférence entre l'onde incidente et l'onde réfléchie. La partie tunnel (dans la barrière) provient de la combinaison de deux exponentielles, respectivement décroissantes de gauche à droite, et de droite à gauche. À droite, l'onde plane transmise se révèle par une densité de probabilité de présence constante.

Fonction d'onde d'un électron, représentant la densité de probabilité de sa position. La plus grande probabilité est que l'électron soit réfléchi. Il existe une faible probabilité que l'électron franchisse la barrière de potentiel.

## Exemples
La tunnelisation de protons se produit dans de nombreux cristaux moléculaires à base d'hydrogène tels que la glace. On pense que la transition de phase entre les phases hexagonale (glace Ih) et orthorhombique (glace XI) d'un cristal de glace est rendue possible par le « tunneling » de protons. L'apparition d'un « tunnel protonique » corrélé dans de la glace a aussi été signalée récemment et la physique de la glace étudie notamment les « effets tunnel » qui semblent s'y produire, à pression atmosphérique normale, et à des températures froides (mais courantes dans l'atmosphère terrestre), ainsi que pour certaines de ses « anomalies ». Parmi de nombreuses hypothèses émergentes, figure, selon Owen Benton, Olga Sikora et Nic Shannon (2016) « la possibilité intrigante que les protons de la « glace hexagonale » puissent former un liquide quantique à basse température, dans lequel les protons ne sont pas simplement désordonnés, mais fluctuent continuellement entre différentes configurations obéissant aux règles de la glace ». Pour certains physiciens tels que François Fillaux de La Sorbonne, en 2017 il ne fait plus de doute que les glaces hexagonales et la vapeur sont des condensats quantiques d'échelles macroscopiques, alors que l'eau liquide est un fluide quantique à symétrie de translation temporelle brisée. Pour F. Fillaux, la fusion et la vaporisation de la glace sont des transitions de phase quantiques. La physique quantique explique les phénomènes de capacité thermique, de chaleur latente, de températures de transition de phase, de température critique, d'expansion volumique molaire de la glace par rapport à l'eau. Elle explique aussi les données de diffusion neutronique et les mesures diélectriques, le rôle majeur des interférences quantiques et celui de l'entropie de Hartley-Shannon, faisant remettre en question les notions "classiques" de liaison chimique et de champ de force.

## Analyses mathématiques

### Introduction à la notion detransmitivité
La barrière quantique sépare l'espace en trois, dont les parties gauche et droite sont considérées comme ayant des potentiels constants jusqu'à l'infini ({\displaystyle V_{G}} à gauche, {\displaystyle V_{D}} à droite). La partie intermédiaire constitue la barrière, qui peut être compliquée, révélant un profil doux, ou au contraire formé de barrières rectangulaires, ou autres éventuellement en séries.
On s'intéresse souvent à la recherche des états stationnaires pour de telles géométries, états dont l'énergie peut être supérieure à la hauteur de potentiel, ou au contraire inférieure. Le premier cas correspond à une situation dénommée parfois comme classique, bien que la réponse révèle un comportement typiquement quantique ; le second correspond au cas où l'énergie de l'état est inférieure à la hauteur du potentiel. La particule à laquelle correspond l'état traverse alors la barrière par effet tunnel, ou, autrement dit, si l'on considère le diagramme énergétique, par effet saute-mouton.
Envisageant une particule incidente depuis la gauche, l'état stationnaire prend la forme simple suivante :
{\displaystyle \varphi (x)=\exp(ik_{G}x)+r\exp(-ik_{G}x)} pour {\displaystyle x<a} ;
{\displaystyle \varphi (x)=\varphi _{int}(x)} pour {\displaystyle a\leq x\leq b} ;
{\displaystyle \varphi (x)=t\exp(ik_{D}x)} pour {\displaystyle b\leq x} ;
où r et t sont respectivement les coefficients de réflexion et transmission en amplitude pour l'onde plane incidente {\displaystyle \varphi (x)=\exp(ik_{G}x)}. {\displaystyle \varphi _{int}(x)} est la fonction d'onde à l'intérieur de la barrière, dont le calcul peut être assez compliqué. Elle est liée aux expressions de la fonction d'onde dans les demi-espaces droits et gauches par les relations de continuité de la fonction d'onde et de sa dérivée première.
Assez souvent on s'intéresse à la probabilité de transmission (donnant lieu au courant tunnel, par exemple), et donc on privilégie l'étude du coefficient de transmission t, plus précisément la valeur en amplitude et phase du coefficient {\displaystyle t_{ab}={\frac {t\exp(ik_{D}b)}{\exp(ik_{G}a)}}}, caractérisant les relations entre l'onde plane incidente, prise à l'entrée a et l'onde plane de sortie prise au point b. La probabilité de transmission est nommée la transmitivité {\displaystyle T=|t_{ab}|^{2}}.
Ce sont ces transmitivités qui sont présentées dans quelques cas particuliers ci-dessous, limitées (en fait pour certaines formules seulement) au cas tunnel.

### Exemples de transmitivités tunnel

#### Barrière rectangulaire simple, associations de barrières simples
La plupart des particularités de l'effet tunnel apparaissent lors de la considération de la barrière de potentiel la plus simple, une barrière rectangulaire symétrique, pour laquelle le potentiel est constant (égal à U) entre les points a et b, et nul à droite et à gauche. Dans ce cas les vecteurs d'onde incident (réfléchi) et transmis ont même module, noté {\displaystyle k={\sqrt {2mE}}/\hbar } tandis que la partie intérieure de la fonction d'onde est de la forme {\displaystyle Ae^{Kx}+Be^{-Kx}} avec {\displaystyle K={\sqrt {2m(U-E)}}/\hbar }.
Pour les calculs on se place dans le repère où {\displaystyle a=0}. La condition de continuité en 0 de la fonction d'onde et de sa dérivée s'écrit :
{\displaystyle \left\{{\begin{array}{c}A={\frac {1}{2}}[1+r+{\frac {ik}{K}}(1-r)]\\B={\frac {1}{2}}[1+r-{\frac {ik}{K}}(1-r)]\end{array}}\right.}
La condition de continuité en {\displaystyle b} :
{\displaystyle \left\{{\begin{array}{c}A={\frac {t}{2}}[1+{\frac {ik}{K}}]e^{ikb-Kb}\\B={\frac {t}{2}}[1-{\frac {ik}{K}}]e^{ikb+Kb}\end{array}}\right.}
De ces équations on évalue les complexes r, t et la transmitivité :
{\displaystyle t={\frac {2ikK}{e^{ikd}}}{\frac {1}{(k^{2}-K^{2})\sinh(Kd)+2ikK\cosh(Kd)}}\quad ,\quad T=|t|^{2}={\frac {4K^{2}k^{2}}{(K^{2}+k^{2})^{2}\sinh ^{2}(Kd)+4K^{2}k^{2}}}} ,
avec {\displaystyle d=b-a} l'épaisseur de la barrière.
Dans le cas de barrière épaisse ({\displaystyle \mathrm {K} d} grand), l'on obtient la formule simple à retenir :
{\displaystyle T=16{\frac {\mathrm {K} ^{2}k^{2}}{(\mathrm {K} ^{2}+k^{2})^{2}}}\;\exp(-2\mathrm {K} d)} .
Dans ce cas-là, on peut considérer la transmitivité comme le produit obtenu par l'approche BKW (cf. infra le terme exponentiel) par un préfacteur qui n'est que le produit des modules carrés des coefficients de transmission propres aux interfaces d'entrée et de sortie. 
Cette structure est une forme simplifiée de celle qui apparaît dans le cas d'une barrière de forme quelconque décomposée comme une série de barrières rectangulaires. La structure du calcul repose alors sur la prise en compte d'une écriture matricielle des équations, reliant les composantes progressive et régressive dans chaque couche, permettant l'établissement de la matrice de transfert du mode stationnaire entre l'espace d'entrée et l'espace de sortie.
Cette méthode est illustrée sur le cas d'une structure rencontrée en électronique ou optique, la barrière tunnel résonnante, constituée d'une barrière d'entrée d'une partie interne de potentiel bas (puits de potentiel, de largeur L) et d'une barrière de sortie (cf. schéma). On montre que, dans le cas où le potentiel dans le puits est constant (définissant un vecteur d'onde réel {\displaystyle k_{3}={\sqrt {2m(U_{b}-E)}}/\hbar }), la transmitivité de la barrière peut s'écrire :
{\displaystyle T={\frac {T_{E}\;T_{S}}{|1+\,{\mathcal {R}}_{E}\,{\mathcal {R}}_{S}\;\exp(2ik_{3}L)|^{2}}}}  ;
dans le numérateur apparaissent les transmitivités des barrières d'entrée et de sortie, et le dénominateur contient, outre les coefficients de réflexion en amplitude des barrières d'entrée de sortie, vues depuis l'intérieur du puits central, un terme exponentiel dont les variations (en fonction de l'énergie et/ou l'épaisseur) sont sources de résonances possibles (la formule est bonne pour des formes quelconques des barrières d'entrée et de sortie).

#### Barrière trapézoïdale
La barrière trapézoïdale est obtenue par l'application d'une différence de potentiel entre les deux extrémités de la barrière rectangulaire simple. Ce qui donne le schéma suivant, qui offre l'avantage d'admettre des solutions analytiques exactes ; en effet, pour cette barrière l'expression de la fonction d'onde, à l'intérieur est une combinaison linéaire de fonctions d'Airy, Ai et Bi, que l'on peut raccorder aux ondes planes solutions dans les parties gauches et droites.
Un cas particulier apparaît dans le cadre de cette description. Si la différence de potentiel est suffisamment importante pour que la barrière montre l'existence d'un point classique de retour (passage d'une partie tunnel à une partie classique, au point {\displaystyle x_{2}}), on obtient alors l'effet d'émission de champ, couramment utilisé en microscopie électronique. La particule, située dans la bande de conduction à gauche, traverse par effet tunnel et se trouve accélérée vers l'extérieur, à droite.

Éventuellement, selon les valeurs de l'énergie et la forme de la barrière, des résonances de transmitivité peuvent apparaître, dues au saut de potentiel sur la marche de droite. Cette résonance a certains traits communs avec ceux de l'effet Ramsauer. Le schéma ci-contre correspond à une accumulation d'instantanés de la densité de présence associée à un paquet d'onde incident depuis le bas à gauche. L'effet de résonance se manifeste ici par l'apparition des trois maxima dans la partie classique de la barrière. Au terme de la traversée les parties réfléchies et transmises s'éloignent vers le haut de la figure, à gauche et à droite respectivement.

#### Approximation BKW
Dans le cas où la barrière de potentiel présente un profil doux, il est possible de montrer, à partir de l'équation de Schrödinger, ou à partir d'une discrétisation fine du potentiel en une série de petites barrières rectangulaires successives, que la fonction d'onde, en un point de coordonnée x dans la barrière peut s'écrire :
{\displaystyle \varphi _{BKW}(x)={\frac {1}{\sqrt {k(x)}}}\;\left[A\exp \left(i\int ^{x}\,du\,k(u)\right)+B\exp \left(-i\int ^{x}\,du\,k(u)\right)\right].}
Cette approximation, étudiée par Brillouin, Kramers et Wentzel, est manifestement non valide pour les points classiques de retour, {\displaystyle x_{1}\;,\;x_{2}} (cf. schéma), où le potentiel V(x) est égal à l'énergie E de l'état (k(x) est alors nul), il faut procéder avec quelque soin au raccordement de part et d'autre de ces points. 
Dans le cadre de l'étude de la transmitivité cette expression est surtout utile dans le cas tunnel, où k(x) devenant imaginaire pur, les deux exponentielles apparaissant dans l'expression ci-dessus correspondent à des termes décroissant de la gauche vers la droite (terme facteur de la constante A) et décroissante de la droite vers la gauche (terme facteur de B). Dans le cas d'une onde incidente venant de gauche, et pour les barrières suffisamment larges, la source de la partie régressive (expression B) est minime. La transmitivité due à cette partie tunnel est alors obtenue par la considération de la diminution de l'amplitude de l'onde entre les points classiques de retour d'entrée et de sortie, soit :
{\displaystyle T_{BKW}=\exp \left[-2\;\int _{x_{1}}^{x_{2}}\;du\;\mathrm {K} (u)\right]\quad ;\quad \mathrm {K} (u)={\sqrt {{\frac {2m}{\hbar ^{2}}}(V(u)-E)}}\;.}
C'est cette expression qu'il faut alors calculer, par la méthode du potentiel inversé, par exemple. Cette approximation doit être corrigée par des préfacteurs, caractéristiques des potentiels à forte pente (saut de potentiel), que l'on rencontre à l'interface entre deux matériaux, et qui sont monnaie courante dans les composants électroniques actuels (puits quantiques).

### Approche semi-classique et utilisation du potentiel retourné
Antérieurement au développement des moyens de calculs rapides et puissants, qui permettent des évaluations précises des transmitivités, des méthodes approchées se sont développées qui ont permis, de façon efficace, de découvrir des caractéristiques de quelques transmitivités tunnel de certaines barrières d'importance théorique et pratique : barrière de type coulombien (modèle de radioactivité alpha) ou barrière triangulaire associée à l'effet de champ.
Il s'agit d'évaluer l'argument de l'exponentielle apparaissant dans l'approximation BKW. Il est aisé de calculer les intégrales pour les potentiels hyperboliques ou linéaires, mais il est intéressant de noter l'approche possible par la méthode du potentiel retourné pour laquelle l'évaluation de {\displaystyle \exp[i\int ^{x}p(u)du/\hbar ]} est obtenue via celle de {\displaystyle \exp -[S(E)/2\hbar ]} dans laquelle {\displaystyle S(E)} est l'action calculée sur l'orbite classique que suivrait une particule de même énergie dans le potentiel retourné, obtenu dans le cadre de l'emploi de la symétrie de Corinne.
L'intérêt repose alors sur le fait que pour les barrières suffisamment épaisses, correspondant à des puits larges, l'action est, dans l'approximation semi-classique, sujette à la quantification {\displaystyle S(E)=n\,h}.
La transmitivité BKW d'une telle barrière s'écrit alors :
{\displaystyle T(E)=\exp[-2\pi n(E)]\,},
où le nombre quantique n(E) est la fonction réciproque de l'énergie E postulée comme niveau d'énergie discret du puits de potentiel correspondant à la barrière retournée.

#### Application à la radioactivité alpha
La barrière de potentiel que doit traverser la particule alpha, d'énergie E, après son apparition aléatoire au sein du noyau de numéro atomique Z, est transformée en un puits coulombien, dont les niveaux d'énergies sont ceux d'un hydrogénoïde. Ceci permet le calcul du nombre n(E) directement à partir de formules bien connues :
{\displaystyle E=-{\frac {me^{4}(Z-2)2}{2\hbar ^{2}}}\times {\frac {1}{n^{2}(E)}}\,},
où apparaissent la masse réduite, et les charges de la particule alpha et du noyau fils (numéro atomique Z-1).
Le report du nombre n(E) dans l'expression de la transmitivité révèle alors le comportement observé de la demi-vie (proportionnelle à l'inverse de la transmitivité) des émetteurs alpha en fonction de {\displaystyle {\sqrt {E}}}, énergie de la particule rencontrant la barrière.

#### Application à l'effet Fowler-Nordheim
Sous l'action d'un champ électrique F, on peut faire sortir des électrons d'un métal (charge q, masse m, énergie E par rapport au bas de la bande de conduction), en particulier d'un métal alcalin de travail de sortie {\displaystyle \Phi }. L'électron est alors soumis à un potentiel triangulaire qui peut, en première approximation, être traité par la méthode BKW : la transmitivité qui s'en déduit (compte tenu des points classiques de retour {\displaystyle x_{1}=0} et {\displaystyle x_{2}=(\Phi -E)/qF)}) est :
{\displaystyle T_{BKW}=\exp \left[-2\;\int _{x_{1}}^{x_{2}}\;{\text{d}}u\;\mathrm {K} (u)\right]\;=\;\exp \left[-2\;{\frac {\sqrt {2m}}{\hbar qF}}\int _{0}^{\Phi -E}\;{\text{d}}X\;{\sqrt {X}}\right]}
{\displaystyle \qquad =\exp \left[-\;{\frac {4{\sqrt {2m}}}{3\hbar qF}}(\Phi -E)^{3/2}\right]\;}
L'obtention du courant tunnel doit bien sûr tenir compte de la distribution en énergie et direction de l'ensemble des électrons de la bande, pour la température du conducteur. 
Ici aussi la transmissivité aurait pu être obtenue en utilisant un potentiel retourné. Il s'agit alors du demi-puits de Torricelli, dont les niveaux d'énergie peuvent être calculés et permettre l'obtention du nombre n(E).

## Tunnel quantique et Vie
Une hypothèse prise en compte en astrochimie et dans l'étude des origines de la vie est qu'au sein des nuages interstellaires l'effet tunnel (découvert par la physique quantique) pourrait expliquer certaines synthèses astrochimiques de molécules, dont la synthèse d'hydrogène moléculaire, d'eau (glace) et du formaldéhyde prébiotique important.
La biologie quantique étudie aussi, par exemple, comment avec les réactions enzymatiques et la photosynthèse, le vivant a pu, en utilisant certains mécanismes quantiques, à température et pression ordinaire, optimiser et accélérer certains processus essentiels du Vivant.